# Rushworth & Dreaper

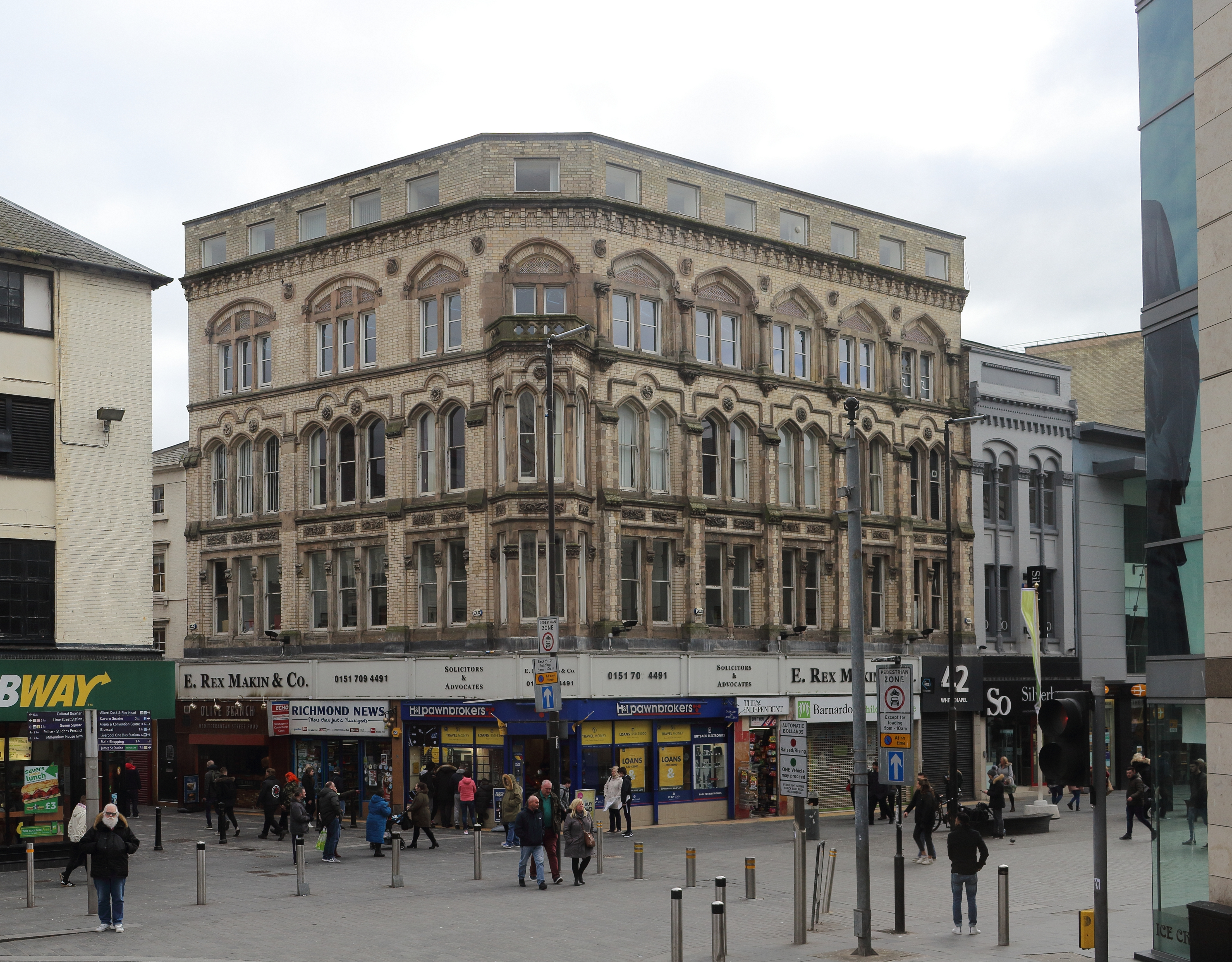
Ein einst von Rushmore & Dreaper genutztes Geschäftshaus im Jahr 2019

Rushmore & Dreaper war ein Orgel- und Klavierbauunternehmen in Liverpool.

## Geschichte
Die Familie Rushworth hatte ursprünglich in Yorkshire Möbel und Särge hergestellt, war dann nach Manchester gezogen und kam schließlich nach Merseyside. Im Jahr 1828 gründete William Rushworth ein Orgelbauunternehmen, das zunächst seinen Sitz in der Pudsey Street hatte. Später gab es in der St Anne Street eine Niederlassung, ebenso existierten zeitweise Niederlassungen in Llandudno,
Bangor und Chester.
Eine Zeitlang war die Firma Rushworth & Dreaper die zweitgrößte Orgelbaufirma der Welt. Später verkaufte sie auch Schallplatten, Noten etc. Fünf Generationen der Familie Rushworth betrieben das Unternehmen, ehe dessen Geschichte im Jahr 2002 endete.
Die Firma stattete unter anderem die Kathedralen von Guildford, Derby und Chester mit Orgeln aus, außerdem die Westminster Central Hall, die Royal Military Academy in Sandhurst und die Philharmonic Hall in Liverpool. Für die Passagierdampfer der Cunard Line, die einst in Liverpool ausliefen, baute sie Klaviere. Rushworth exportierte in viele Länder.
Mit der Orgelbaufirma Dreaper verband Rushworth sich im Jahr 1902. Diese Firma war 1828 unter dem Namen William P. Dreaper & Son gegründet worden.
Von 1910 bis 1939 wurden zahlreiche reed organs (Harmonien) unter dem Namen „Apollo“ produziert. Sie waren von Walter G. Holt (Wallis Holt) entwickelt worden, der bis 1967 für die Firma arbeitete.
In den 1960er-Jahren galt Rushworths in Liverpool als das größte Musikhaus Europas. Die Verkaufsfläche war auf fünf Stockwerke verteilt. Zur Musikerszene des Mersey Beat bestand eine enge Verbindung. Brian Epstein orderte 1962 die Gitarren für NEMS Enterprises bei der Firma. Paul McCartney hatte dort im Jahr 1956 seine erste Gitarre zu einem Preis von 15 Pfund gekauft. Später verkaufte James Rushworth zwei Gibson-J-160E-Gitarren an John Lennon und George Harrison. Die Orgel im Skibo Castle in Schottland, die im Jahr 2000 bei der Hochzeit von Madonna und Guy Ritchie gespielt wurde, stammte zwar nicht aus dem Hause Rushworth & Dreaper, war aber von dieser Firma vor der Feier restauriert worden.
1996 wurde die Firma mit der Restaurierung der 111 Jahre alten Orgel von San Anastasia in Rom beauftragt. 1997 wurde das Geschäft in Whitechapel geschlossen. Als sich eine Rechtsanwaltskanzlei in dem Gebäude niederließ, wurde hinter einer Wand versteckt ein Safe gefunden, der zahlreiche Geschäftsdokumente enthielt. Die Dokumente wurden der Liverpooler Universität übereignet. Alastair Rushworth, der letzte Chef der Firma, starb 2016 im Alter von 70 Jahren.
Ab 2011 lief ein Forschungsprojekt dieser Universität, um die Geschichte der Personen, die mit dieser Firma zu tun gehabt hatten, zu recherchieren. Geleitet wurde das Projekt von Nicholas Wong, der im Jahr 2016 eine Dissertation mit dem Titel The Rushworths of Liverpool: a Family Musical Business vorlegte.

## Orgeln (Auswahl)
| Jahr    | Ort               | Gebäude                                         | Bild | Manuale | Register | Bemerkungen |
| ------- | ----------------- | ----------------------------------------------- | ---- | ------- | -------- | --- |
|         | Aberdaron         | St Hywyn                                        |      |         |          | [ 6 ] |
|         | Guildford         | Kathedrale von Guildford                        |      |         |          | |
| um 1900 | Kyllburg          | St. Maximin                                     |      | 2 C-g3  | 8        | Die Orgel befand sich ursprünglich in St. Thomas im Ball o'Ditton (einem Gebiet außerhalb des Stadtzentrums von Widnes) in Cheshire. Sie wurde 2004 nach Deutschland verkauft und 2010 geringfügig umgebaut, wobei sie ein Register mehr erhielt als ursprünglich vorhanden. |
| 1913    | Wigan             | St George’s Church                              |      | 2       |          | Die Orgel wurde bei einem Brand zerstört. Auch ihre Nachfolgerin aus dem Jahr 1984 von Church & Company befindet sich nicht mehr in der Kirche. |
| 1930    | Brompton (London) | Holy Trinity Brompton                           |      |         |          | Die Orgel wurde für die St Mark’s Church in der North Audley Street in London gebaut und 1980 in Holy Trinity wieder aufgebaut. |
| 1939    | Liverpool         | Philharmonic Hall                               |      |         |          | Die Orgel wurde 1983 von Ruhsworth & Dreaper, 2004 von der Orgelbaufirma David Wells und 2022 von Henry Willis & Sons Ltd. restauriert. |
| 1939    | Stirling          | Church of the Holy Rude                         |      |         |          | Die Orgel ersetzte ein kleineres Vorgängerinstrument. Sie wurde von John Risk gestiftet und ist die größte Orgel Schottlands. Die Restaurierung ab etwa 1987 wurde von Rushworth & Dreaper durchgeführt.                                                                     |
| 1963    | Littleborough     | Dearnley Methodist Church in Dearnley, Rochdale |      |         |          | Die Orgel wurde im Jahr 1987 von George Sixsmith aus Mossley überarbeitet. |